# Domen Fratina
Domen Fratina (Creda, 10 settembre 1987) è un ex calciatore ed ex giocatore di calcio a 5 sloveno.

## Carriera
Dopo alcune stagioni nel calcio con Gorica e Tolmin, Fratina si dedicò esclusivamente al calcio a 5, militando per lungo tempo nel Kobarid. Con la Slovenia Under-21 ha disputato, nel 2008, il campionato europeo Under-21 di calcio a 5.